# Goltz-Gorlin-Syndrom
Die Fokale dermale Hypoplasie, auch als Goltz-Gorlin-Syndrom bezeichnet, ist eine seltene Erbkrankheit aus der Gruppe der Phakomatosen.
Hiervon muss das Gorlin-Goltz-Syndrom (oder Basalzellnaevus-Syndrom) unterschieden werden, welches wesentlich häufiger ist und bei welchem gehäuft Basaliome auftreten.

## Kennzeichen
Das Syndrom wird gonosomal-dominant vererbt. Die wenigen hundert bis zweihundert weltweit bekannten Betroffenen sind nahezu alle Frauen, da männliche Embryonen überwiegend absterben.
Es finden sich streifige Areale, in denen die Haut nicht komplett angelegt ist, sondern die Epidermis direkt dem subkutanen Fettgewebe auflagert.
Im Röntgen finden sich fächerförmige streifige Sklerosierungen (Osteopathia striata).

## Van Allen-Myhre-Syndrom
Das sogenannte Van Allen-Myhre-Syndrom bezeichnet entweder eine schwere Verlaufsform der fokalen dermalen Hypoplasie oder eine allele Erkrankungsform.

## Therapie-Möglichkeiten
Eine kausale Therapie ist nicht möglich.

## Name des Syndroms
Während im anglo-amerikanischen Raum die Namensgebung an dem US-Mediziner Gorlin orientiert ist, benennt man im deutschsprachigen Raum das Krankheitsbild häufig allein nach dem Straßburger Physiologen Friedrich Goltz, also als Goltz-Syndrom. Eine weitere Benennung als „fokale dermale Hypoplasie“ (FDH) kommt sogar ohne zu ehrende Forschernamen aus.

## Forschung
2007 konnte man die Lokalisierung und genaue Bestimmung der Mutationen im PORCN-Gen nachweisen. Diese finden sich auf dem X-Chromosom. am Genort Xp11.23.
Praktischer Nutzen der wissenschaftlichen Entdeckung ist die nunmehr gegebene Möglichkeit der vorgeburtlichen Diagnostik für jene, die dies wünschen. Aus der Analyse der genetischen Fehlfunktion  lassen sich Rückschlüsse auf regulatorische Prozesse erschließen, die bei der Embryonalentwicklung eine große Rolle spielen.

## Weiterführende Literatur
- L. L. Muzio: Nevoid basal cell carcinoma syndrome (Gorlin syndrome). In: Orphanet Journal of Rare Diseases. 3, 2008, S. 32. doi:10.1186/1750-1172-3-32 (Review-Artikel im Open Access)